# Felsőkirályfalva
Felsőkirályfalva (korábban Felső-Kraljevecz, horvátul: Gornji Kraljevec) község Horvátországban, Muraköz megyében. Közigazgatásilag Murasiklóshoz tartozik.

## Fekvése
Csáktornyától 10 km-re északra, községközpontjától Murasiklóstól 2 km-re délkeletre a magyar–horvát határ közelében fekszik.

## Története
A települést 1478-ban "Kralowecz" alakban említik először. A csáktornyai uradalom része volt. Az uradalommal együtt 1456-ig a Cillei család birtoka volt. Ezután a Cilleiek többi birtokával együtt Vitovec János horvát bán szerezte meg,  de örökösei elveszítették. Hunyadi Mátyás Ernuszt János budai nagykereskedőnek és bankárnak adományozta, aki megkapta a horvát báni címet is. 1540-ben a csáktornyai Ernusztok kihalása után az uradalom rövid ideig a Keglevich családé, majd 1546-ban I. Ferdinánd király adományából a Zrínyieké lett. 
Miután Zrínyi Pétert 1671-ben felségárulás vádjával halálra ítélték és kivégezték minden birtokát elkobozták, így a birtok a kincstáré lett.  1715-ben III. Károly a Muraközzel együtt gróf Csikulin Jánosnak adta zálogba, de a király 1719-ben szolgálatai jutalmául elajándékozta Althan Mihály János cseh nemesnek. 1791-ben gróf Festetics György vásárolta meg és ezután 132 évig a tolnai Festeticsek birtoka volt.
Vályi András szerint " KRALÓTZ. Kralovecz. Alsó és Felső Kralovecz. Két elegyes falu Szala Várm. földes Ura. G. Álthán Uraság, lakosai katolikusok, fekszenek Vraisenetzhez nem meszsze, és annak filiáji, határjai közép termékenységűek, réttyei, legelőjök meglehetősek, vagyonnyaik középszerűek."
1910-ben 562, többségben  horvát lakosa volt, jelentős magyar kisebbséggel. A trianoni békeszerződésig Zala vármegye Csáktornyai járásához tartozott. 1941 és 1944 között ismét Magyarországhoz tartozott. 2001-ben 689 lakosa volt.

## Nevezetességei
- Szent Flórián tiszteletére szentelt kápolnája a 19. század végén épült.